# Porto (Piauí)
Pour les articles homonymes, voir Porto (homonymie).
Porto est une municipalité brésilienne située dans l'État du Piauí.